# Medalla Charles Doolittle Walcott
Charles Doolittle Walcott Medal es un premio concedido por la Academia Nacional de Ciencias de Estados Unidos, cada cinco años para promover la investigación y el estudio en el campo de la vida y de la historia precámbrica y cámbrico. La medalla fue establecida y dotada en 1934 por el Fondo de Walcott, un don de María Vaux Walcott, en honor del paleontólogo Charles Doolittle Walcott (1850-1927). 

## Medallistas
| - 1934 David White - 1939 A. H. Westergaard - 1947 Alexander G. Vologdin - 1952 Franco Rasetti - 1957 Pierre Hupé - 1962 Armin A. Opik - 1967 Allison R. Palmer - 1972 Elso Sterrenberg Barghoorn | - 1977 Preston Cloud - 1982 Martin Glaessner - 1987 Andrew H. Knoll y Simon Conway Morris - 1992 Stefan Bengtson - 1997 Mikhail A. Fedonkin - 2002 Hans J. Hofmann - 2007 John Grotzinger - 2013 J. William Schopf |